# Hartmut Wenzel
Hartmut Wenzel, född den 23 februari 1947 i Berlin, död den 24 augusti 2020, var en västtysk roddare.
Han tog OS-brons i fyra utan styrman i samband med de olympiska roddtävlingarna 1976 i Montréal.